# Khariar Road
Khariar Road là một thị xã và là nơi đặt ủy ban khu vực quy hoạch (notified area committee) của quận Nuapada thuộc bang Orissa, Ấn Độ.

## Nhân khẩu
Theo điều tra dân số năm 2001 của Ấn Độ, Khariar Road có dân số 16.627 người. Phái nam chiếm 51% tổng số dân và phái nữ chiếm 49%. Khariar Road có tỷ lệ 61% biết đọc biết viết, cao hơn tỷ lệ trung bình toàn quốc là 59,5%: tỷ lệ cho phái nam là 70%, và tỷ lệ cho phái nữ là 51%. Tại Khariar Road, 14% dân số nhỏ hơn 6 tuổi.